# Henk Staneke
Henk Staneke (Amsterdam, 21 mei 1917 – Dordrecht, 6 december 1996) een Nederlands politicus die van 1975 tot 1977 Tweede Kamerlid voor DS'70 was.
Staneke was eerder voorzitter van de PvdA in Gelderland en gemeenteraadslid in Apeldoorn. In 1969 uitte hij zich kritisch over een anti-KVP resolutie van zijn partij. Dit leidde tot een brede discussie binnen de PvdA waarin Staneke onder meer partijvoorzitter Anne Vondeling tegen zich gekeerd zag, maar ook medestanders vond om de verhoudingen met de KVP te normaliseren. In januari 1971 stapte hij met de hele PvdA-fractie in Apeldoorn over naar DS '70. In 1975 werd hij partijvoorzitter van DS'70 en kwam datzelfde jaar in de Tweede Kamer. In 1976 keerde hij zich tegen het het plan om samenwerking met D'66 te onderzoeken. Na een flinke nederlaag bij de Tweede Kamerverkiezingen 1977 waarbij DS '70 van zes naar een zetel ging, stapte Staneke op als partijvoorzitter. Maatschappelijk was Staneke werkzaam als ambtenaar en ook actief binnen de Algemene Bond van Ambtenaren.